# Brougham (coche de caballos)

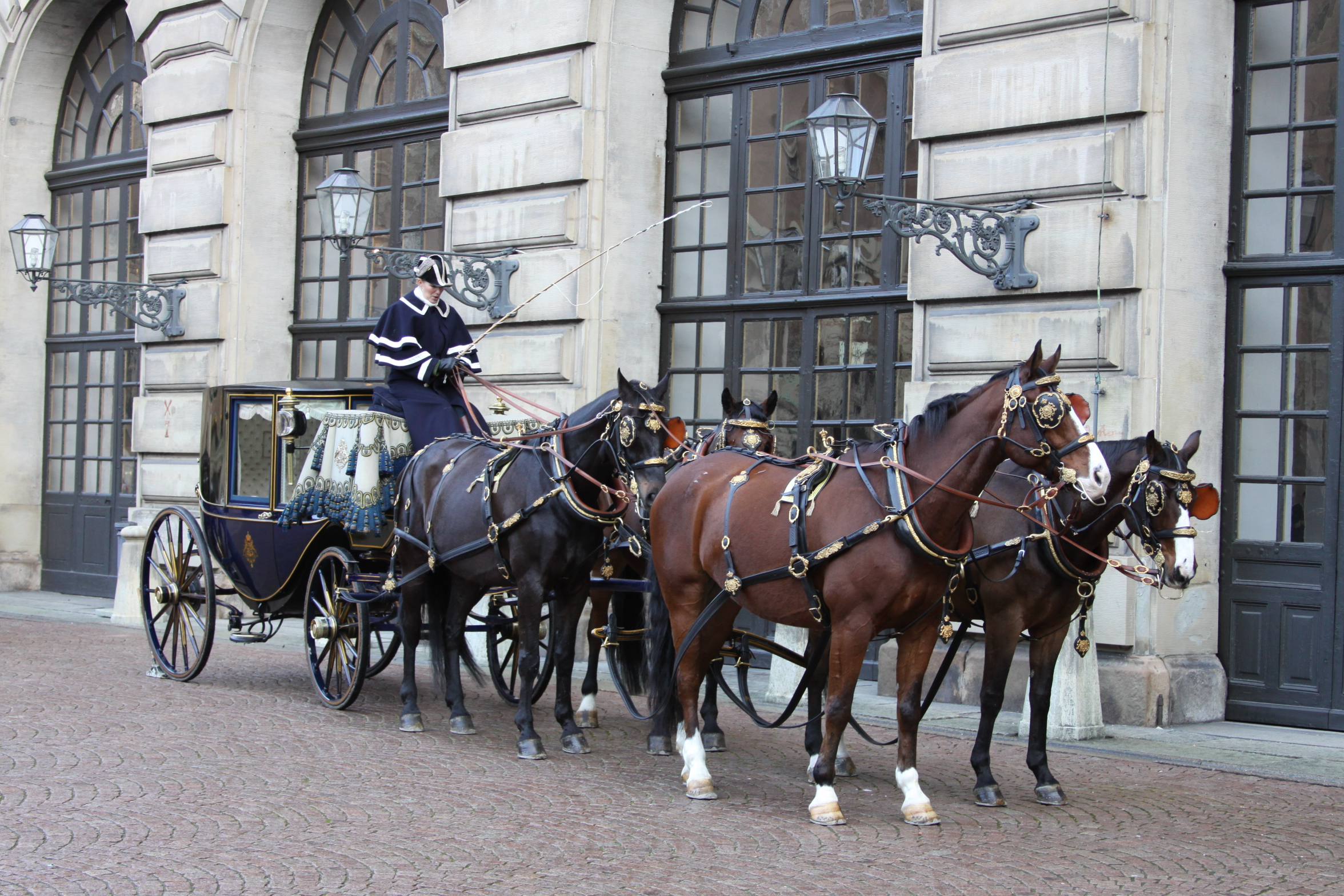
El brougham del rey de Suecia traslada a Palacio al nuevo embajador de Estados Unidos, Mark Brzezinski, en noviembre de 2011.

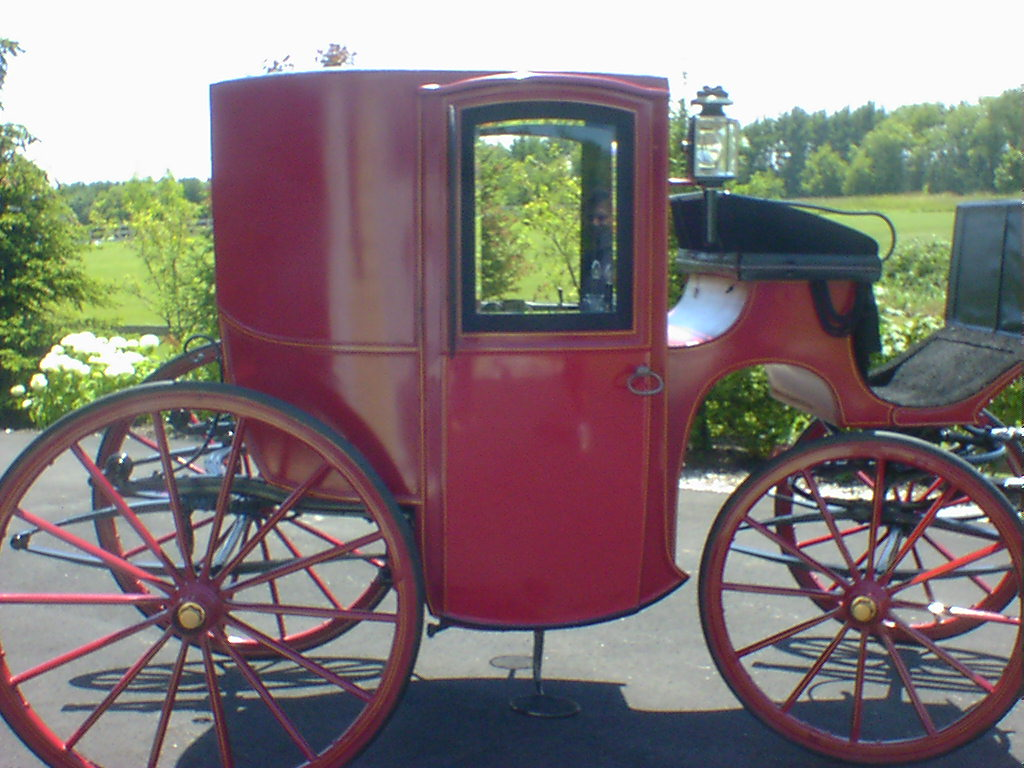
Un brougham de color rojo

Un brougham es un carruaje ligero de cuatro ruedas tirado por caballos, construido en el siglo XIX. Lleva el nombre del jurista escocés Lord Brougham.

## Historia
Henry Brougham tenía un carruaje de este tipo, construido a su medida por el carrocero de Londres Robinson & Cook en 1838 o 1839. Tenía un cuerpo cerrado con dos puertas, como la sección trasera de muchos otros coches de caballos; contaba con dos asientos, a veces con un par de asientos adicionales en las esquinas delanteras, y con un asiento de caja en el frente para el conductor y un acompañante. A diferencia de otros carruajes, el brougham tenía una ventana frontal acristalada, de modo que los ocupantes podían ver hacia adelante. Las ruedas delanteras eran capaces de girar muy fácilmente. Una variante, llamada brougham-landaulet, tenía la parte superior abatible desde las puertas traseras hacia atrás.

## Características
Tres características específicas de Brougham fueron:
1. El remate claramente cuadrado del techo en la parte posterior
2. La línea del cuerpo curvándose hacia adelante en la base de la cabina
3. La baja altura de la entrada a la cabina, usando solo un solo peldaño externo debajo de la puerta.[1]

## En la cultura popular
- En la novela "El alienista", de Caleb Carr, un modo de transporte frecuentemente utilizado por los personajes es un brougham.
- En el poema de Rudyard Kipling, "The Mary Gloster", el moribundo Sir Anthony se queja amargamente a su hijo por no haber visto nunca "el brougham del médico para ayudar a bajar a la señora" - una referencia al matrimonio sin hijos de Dickie y al decaimiento y, por lo tanto, la extinción de su familia.

En el cuento de Sherlock Holmes, "Escándalo en Bohemia" (Arthur Conan Doyle), el Príncipe de Bohemia ofrece su Brougham para transportarse tanto él como Holmes y el Dr. Watson.